# The Peaceful Pill Handbook
«The Peaceful Pill Handbook» — справочник, содержащий информацию касательно ассистированного суицида и добровольной эвтаназии. Изначально он был составлен австралийскими докторами Филипом Ничке и Фионой Стюарт и опубликован в США в 2006 году. В 2008 году была запущена онлайн-версия справочника, которая содержит видеоклипы на тему методов ассистированного суицида и добровольной эвтаназии, а также смежных вопросов, но не приводит непосредственных практических инструкций. Онлайн-справочник обновляется шесть раз в год. Немецкое печатное издание было опубликовано в 2011 году под названием Die Friedliche Pille. Французское — в июне 2015 года, под названием La Pilule Paisible. На русский язык книга не переведена.

## Реакция
В Австралии книга была представлена с рейтингом 18+, однако после апелляции австралийского генерального прокурора это ограничение было отменено и в начале 2007 года классификационная комиссия отказалась от классификации. В 2009 году правительство Австралии включило онлайн-версию справочника в систему интернет-фильтрации, известную как «Clean Feed»..
В Новой Зеландии в 2008 году книга была временно запрещена, однако позже была переиздана в отредактированной форме и продается в запечатанном виде.